# Іконников Володимир Степанович
Іко́нников Володи́мир Степа́нович (інколи — Іконніков; 9 [21] грудня 1841, Київ, Російська імперія — 26 листопада 1923, Київ, УСРР, СРСР) — український історик та педагог, професор, у 1877–1880 та у 1883–1887 роках — декан історико-філологічного факультету Київського імператорського університету Св. Володимира. У 1881–1883 роках — член Ради Колегії Павла Ґалаґана, член Київського товариства старожитностей і мистецтв, товариш Ради голів Київського товариства охорони пам'ятників старовини та мистецтва. Рідний брат Київського губернського архітектора Михайла Іконникова. Чоловік Анни Леопольдівни Іконникової.

## Біографія
Походив з дворян Київської губернії. Виховувався в Володимирському Київському кадетському корпусі і по його закінченні в 1861 році, витримавши додатковий іспит, вступив на історико-філологічний факультет Київського імператорського університету Св. Володимира. Після завершення навчання в університеті, в 1865 році був залишений для підготовки до професорського звання.
У 1867 році захистив дисертацію «Максим Грек. Історико-літературне дослідження» (рос. Максим Грек. Историко-литературное исследование, Київ, 1865—1866 роки) і отримав ступінь магістра російської історії. У наступному році був обраний на доцента.
У 1869 році Іконников захистив в Новоросійському університеті дисертацію на ступінь доктора на тему «Досвід дослідження про культурне значення Візантії в російській історії» (рос. Опыт исследования о культурном значении Византии в русской истории, Київ, 1869 рік) і зайняв кафедру російської історії в Києві.
Був одним із засновників Історичного товариства Нестора-Літописця, у 1874–1877 та у 1893–1895 роках — був головою Київського товариства Нестора-Літописця. У 1918–1921 роках — голова Комісії для розбору давніх актів.
Від 1893 року — член-кореспондент, з 1914 року — ординарний академік Імператорської Санкт-Петербурзької академії наук у відділенні російської мови та словесності.
З 1921 року — обраний на академіка Української Академії наук, де очолював Комісію для видавання пам'яток новітнього письменства та Археографічну комісію. Науковий доробок вченого становить понад 700 праць з історії, джерелознавства та археографії. Автор книги «Досвід російської історіографії» (Т. 1 — 2, 1891—1908, Т. 3 не був опублікований, рукопис зберігається у Національній бібліотеці України імені В. І. Вернадського).
Похований на Щекавицькому кладовищі у Києві.

## Нагороди
Нагороджений орденами
- св. Володимира 4-го ступеня,
- св. Анни 2-го ступеня,
- св. Станіслава 4-го ступеня.

## Праці
Серед праць вченого найбільш виділяються: «Скептична школа в російській історіографії» (Київ, 1871 р.), «Граф Н. С. Мордвінов. Історична монографія» (СПб., 1873 р.) і «Досвід російської історіографії» (т. I, у двох книгах, Київ, 1892 р.) — капітальний бібліографічний посібник.
- Скептическая школа в русской историографии и ея противники [Архівовано 24 березня 2016 у Wayback Machine.]. — Киев, 1871. (рос.)
- Граф Н. С. Мордвинов: историческая монография [Архівовано 28 березня 2016 у Wayback Machine.]. — Санкт-Петербург, 1873. (рос.)
- Опыт русской историографии. Том 1, книга 1 [Архівовано 23 березня 2016 у Wayback Machine.]. — Киев, 1891. (рос.)
- Опыт русской историографии. Том 1, книга 2 [Архівовано 26 березня 2016 у Wayback Machine.]. — Киев, 1892. (рос.)
- Опыт русской историографии. Том 2, книга 1 [Архівовано 25 березня 2016 у Wayback Machine.]. — Киев, 1908. (рос.)
- Опыт русской историографии. Том 2, книга 2 [Архівовано 26 березня 2016 у Wayback Machine.]. — Киев, 1908. (рос.)
- Русская женщина накануне реформы Петра Великого и после неё [Архівовано 26 березня 2016 у Wayback Machine.]. — Киев, 1874. (рос.)
- Историческое описание Екатеринбургского Новотихвинского первоклассного девичьего монастыря [Архівовано 24 березня 2016 у Wayback Machine.]. — Санкт-Петербург, 1875. (рос.)
- Время Екатерины второй: специальный курс, составленный по лекциям В. С. Иконникова. Выпуск 1 [Архівовано 22 березня 2016 у Wayback Machine.]. — Киев, 1881. (рос.)
- Время Екатерины второй: специальный курс, составленный по лекциям В. С. Иконникова. Выпуск 2 [Архівовано 25 березня 2016 у Wayback Machine.]. — Киев, 1881. (рос.)
- Время Екатерины второй: специальный курс, составленный по лекциям В. С. Иконникова. Выпуск 3 [Архівовано 30 березня 2016 у Wayback Machine.]. — Киев, 1882. (рос.)
- Время Екатерины второй: специальный курс, составленный по лекциям В. С. Иконникова. Выпуск 4 [Архівовано 26 березня 2016 у Wayback Machine.]. — Киев, 1882. (рос.)
- Губернские ученые архивные комиссии: 1884—1890 [Архівовано 22 березня 2016 у Wayback Machine.]. — Киев, 1892. (рос.)
- Значение царствования Екатерины II-й [Архівовано 26 березня 2016 у Wayback Machine.]. — Киев, 1897. (рос.)
- Август Людвиг Шлецер: Ист.-биогр. очерк [Архівовано 26 березня 2016 у Wayback Machine.]. — Киев, 1911. (рос.)